# Alejo Cuervo Rieguer
Alejo Cuervo Rieguer   (Barcelona, 7 de novembre de 1959) és un editor català. Va començar com a assessor editorial de Martínez Roca compaginant la seva feina a la petita llibreria Gigamesh fins a la compra de Roca per l'Editorial Planeta. Llavors va fundar l'Editorial Gigamesh. El 2001 comença a publicar en castellà els llibres de Joc de trons, el best-seller més longeu del mercat espanyol. Gràcies a l'èxit de Cançó de gel i de foc ha pogut unificar el seu negoci, ha obert en ple centre de Barcelona la llibreria de ciència-ficció més gran d'Europa i ha fundat la llibreria digital LEKTU, que opera sense DRM. Activista del #15M, és més conegut per encarnar el malvat Papa Alejo I, el malvat de la saga de còmics Fanhunter, creada per Cels Piñol.